# Bill Vukovich
 Bill Vukovich  fou un pilot estatunidenc de curses automobilístiques nascut el 13 de desembre del 1918 a Fresno, Califòrnia.
Vukovich va ser campió de diferents modalitats de motor, fins a córrer a la Champ Car a les temporades 1951-1955 incloent-hi la cursa de les 500 milles d'Indianapolis d'aquests anys i que va guanyar els anys 1953 i 1954.
Bill Vukovich va morir en un accident el 30 de maig del 1955 disputant la cursa a Indianapolis, Indiana.

## Resultats a la Indy 500
| Any    | Cotxe  | Sortida | Vel. mitja | Ranking | Final  | Voltes | V. líder | Retirat          |
| ------ | ------ | ------- | ---------- | ------- | ------ | ------ | -------- | ---------------- |
| 1951   | 81     | 20      | 133.725    | 16      | 29     | 29     | 0        | Dipòsit de l'oli |
| 1952   | 26     | 8       | 138.212    | 2       | 17     | 191    | 150      | Direcció         |
| 1953   | 14     | 1       | 138.392    | 1       | 1      | 200    | 195      | Va GUANYAR       |
| 1954   | 14     | 19      | 138.478    | 15      | 1      | 200    | 90       | Va GUANYAR       |
| 1955   | 4      | 5       | 141.071    | 3       | 25     | 56     | 50       | Accident         |
| Totals | Totals | Totals  | Totals     | Totals  | Totals | 676    | 485      |                  |

| Curses       | 5   |
| Poles        | 1   |
| Voltes líder | 485 |
| Victòries    | 2   |
| Top 5        | 2   |
| Top 10       | 2   |
| Retirades    | 3   |

## A la F1
El Gran Premi d'Indianapolis 500 va formar part del calendari del campionat del món de la Fórmula 1 entre les temporades 1950 a la 1960.
Els pilots que competien a la Indy durant aquests anys també eren comptabilitzats pel campionat de la F1.
Bill Vukovich va participar en 5 curses de F1, debutant al Gran Premi d'Indianapolis 500 del 1951.

### Palmarès a la F1
- Participacions: 5
- Poles: 1
- Voltes Ràpides: 3
- Victòries: 2
- Pòdiums: 2
- Punts vàlids per la F1: 19